# Herman Filarski
Herman Filarski (ur. 25 grudnia 1912, zm. 3 kwietnia 1982) – holenderski brydżysta,  dziennikarz i teoretyk brydża.

## Życiorys
W 1955 Filarski był autorem i redaktorem naczelnym pierwszego biuletynu w czasie Brydżowych Mistrzostw Europy. W latach 1975..1981 był wiceprezydentem Komitetu Wykonawczego IBPA. Został przez IBPA ogłoszony osobowością roku 1977.

## Wyniki brydżowe

### Zawody światowe
W światowych zawodach zdobył następujące lokaty:
| Mistrzostwa Świata. Konkurencja teamów | Mistrzostwa Świata. Konkurencja teamów | Mistrzostwa Świata. Konkurencja teamów          | Mistrzostwa Świata. Konkurencja teamów | Mistrzostwa Świata. Konkurencja teamów | Mistrzostwa Świata. Konkurencja teamów |
| Rok                                    | Miejsce                                | Zawody                                          | Kategoria                              | Drużyna                                | Pozycja                                |
| -------------------------------------- | -------------------------------------- | ----------------------------------------------- | -------------------------------------- | -------------------------------------- | -------------------------------------- |
| 1962                                   | Cannes                                 | 1. Otwarte Mistrzostwa Świata Teamów Mikstowych | Miksty                                 | Netherlands                            | 2                                      |